# Hacheston
Hacheston är en by och en civil parish i distriktet East Suffolk, Suffolk, England. Orten har 332 invånare (2001).